# Lobophora canavestita
Lobophora canavestita är en fjärilsart som beskrevs av Richard F. Pearsall 1906. Lobophora canavestita ingår i släktet Lobophora och familjen mätare. Inga underarter finns listade i Catalogue of Life.